# Cucullia calendulae
Cucullia calendulae är en fjärilsart som beskrevs av Treitschke 1835. Cucullia calendulae ingår i släktet Cucullia och familjen nattflyn. Inga underarter finns listade i Catalogue of Life.